# Familien-AG
Als Familien-AG bezeichnete man eine durch die Beschäftigung mitarbeitender Familienangehöriger erweiterte Ich-AG.
Die so genannte Ich-AG bzw. Familien-AG wurde mit Wirkung zum 1. Januar 2003 als eine neue Form der Selbständigkeit aufgrund der Empfehlungen der Kommission „Moderne Dienstleistungen am Arbeitsmarkt“ für eine dreijährige Erprobungsphase eingeführt (Hartz 2).
Familien-AG war dabei ein Schlagwort für den Tatbestand, dass ein Selbständiger, der als Ich-AG einen Existenzgründungszuschuss nach § 421l SGB III erhielt, Familienangehörige, aber sonst keine weiteren Arbeitnehmer beschäftigte. Zunächst war ab dem 1. Januar 2003 Voraussetzung für den Anspruch auf den Existenzgründungszuschuss, dass der Existenzgründer keine Arbeitnehmer beschäftigte; die Beschäftigung mitarbeitender Familienangehöriger im Sinne der Erweiterung der Ich-AG zu einer Familien-AG war dagegen unschädlich.
Bereits nach sieben Monaten wurde jedoch die Negativ-Voraussetzung, keine Arbeitnehmer beschäftigen zu dürfen, durch das Kleinunternehmerförderungsgesetz rückwirkend zum 1. Januar 2003 wieder aufgehoben. Dadurch wurde die Ausnahme für mitarbeitende Familienangehörige und somit auch der Begriff Familien-AG obsolet.
Die Familie selbst als Gemeinschaft hatte keinen eigenen Anspruch auf den Existenzgründungszuschuss, sondern nur der Existenzgründer, von dem die Familien-AG als Begriff abgeleitet wurde.